# احساسات زیبایی‌شناختی
هیجان‌های زیبایی‌شناختی یا احساسات زیبایی‌شناختی (انگلیسی: Aesthetic emotions) احساساتی هستند که در حین فعالیت یا فهم زیبایی‌شناختی احساس می‌شوند. این احساسات ممکن است از انواع روزمره مانند ترس، خودواپرسی یا همدردی باشند، یا ممکن است مختص زمینه‌های زیبایی‌شناختی باشند که نمونه‌های آن نیز عبارتند از عالی، زیبا، و کیچ، در هر یک از این جنبه‌ها، احساس معمولاً تنها بخشی از تجربه کلی زیبایی‌شناختی را تشکیل می‌دهد، اما ممکن است یک کارکرد کمابیش قطعی برای آن حالت داشته باشد.

## انواع

### هنرهای تجسمی و فیلم
گفته می‌شود که رابطه بین عواطف زیباشناختی و سایر احساسات مبتنی بر بی‌علاقگی تجربه زیبایی‌شناختی است. احساسات زیباشناختی رفتارهای عملی را مانند سایر احساسات برانگیخته نمی‌کنند (مانند رفتارهای اجتنابی محرک ترس).
ظرفیت آثار هنری برای برانگیختن احساساتی مانند ترس موضوعی است که در تحقیقات فلسفی و روان‌شناختی انجام می‌شود. مشکلاتی مانند پارادوکس داستانی که در آن شخص با احساسات گاهی کاملاً شدید به هنر واکنش نشان می‌دهد، حتی درحالی‌که می‌داند سناریوی ارائه‌شده تخیلی است (برای مثال به کار کندال والتون مراجعه کنید) باز واکنش نشان می‌دهد. مسئله دیگر، مشکل مقاومت تخیلی است که به این موضوع توجه می‌کند که چرا ما قادریم بسیاری از حقایق تخیلی دور از ذهن را تصور کنیم، اما در تصور این‌که استانداردهای اخلاقی مختلف در یک دنیای داستانی وجود دارد، مشکل نسبی‌ای را تجربه می‌کنیم. این مشکل برای اولین بار توسط دیوید هیوم مطرح شد و در بحث کنونی توسط ریچارد موران، کندال والتون و تامار گندلر (که این اصطلاح را در کاربرد فعلی آن در مقاله‌ای به همین نام در سال ۲۰۰۰ معرفی کردند) احیا شد. به‌نظر می‌رسد برخی از اشکال آثار هنری به برانگیختن احساسات خاص می‌پردازند. برای مثال، فیلم‌های ترسناک به‌دنبال برانگیختن احساس ترس یا انزجار هستند. کمدی‌ها به دنبال برانگیختن سرگرمی یا شادی هستند، تراژدی‌ها به دنبال برانگیختن همدردی یا غم و اندوه هستند و ملودرام‌ها سعی در برانگیختن ترحم و همدلی دارند.

### موسیقی
در فلسفه موسیقی، محققان این بحث را مطرح کرده‌اند که آیا موسیقی دستگاهی، مانند سمفونی‌ها صرفاً تنظیم‌های انتزاعی و الگوهای آهنگ‌های موسیقی («موسیقی محض») هستند یا این‌که موسیقی دستگاهی، تابلوها و حالات احساسی را به تصویر می‌کشد («موسیقی برنامه‌ای»). علی‌رغم اظهارات فیلسوفانی که از استدلال «موسیقی محض» حمایت می‌کنند، مخاطب سمفونی معمولی نت‌ها و آکوردهای ارکستر را به‌صورت احساسی تفسیر می‌کند. افتتاحیه یک سمفونی دوران رمانتیک، که در آن آکوردهای جزئی بر روی نت‌های باس کم‌صدا می‌زند، اغلب توسط شنوندگان عادی به‌عنوان بیان غم و اندوه در موسیقی تعبیر می‌شود.
موسیقی محض که «موسیقی انتزاعی» نیز نامیده می‌شود، موسیقی‌ای است که صراحتاً «درباره» چیزی نیست، غیر بازنمایانه یا غیر عینی. موسیقی محض هیچ ارجاعی به داستان یا تصویر یا هر نوع ایده فراموسیقی دیگری ندارد. ایده‌های زیبایی‌شناختی زیربنای بحث موسیقی مطلق به بی‌علاقگی زیبایی‌شناختی کانت از نقد داوری زیبایی‌شناختی مربوط می‌شود و به بحث‌های متعددی منجر شده‌است، از جمله جنگ لفظی بین برامس و واگنر. در قرن نوزدهم، گروهی از رمانتیک‌های اولیه از جمله گوته و هوفمان این ایده را به‌وجود آوردند که می‌توان آن را مطلق‌گرایی معنوی نامید. «فرمالیسم» مفهوم «موسیقی برای موسیقی» است و تنها به موسیقی دستگاهی بدون کلام اشاره دارد. ادوارد هانسلیک، منتقد موسیقی قرن نوزدهم، استدلال کرد که می‌توان از موسیقی به‌عنوان صدا و فرم خالص لذت برد، که برای تضمین وجود آن نیازی به دلالت عناصر فراموسیقی ندارد.